# Układ łukoochronny
Układ łukoochronny – urządzenie chroniące przewody linii napowietrznej przed niepożądanym działaniem łuku elektrycznego. Układ składa się z elementów metalowych, których jedne  połączone są do żył roboczych przewodów, a drugie, niekoniecznie uziemione, do konstrukcji słupa. Między tymi elementami występują odstępy iskrowe.